# Pytheas (cratera)
Pytheas é uma pequena cratera de impacto lunar, localizada na parte sul do Mare Imbrium, a aproximadamente 133 km a sul da cratera proeminente Lambert.